# Бориславская городская община
Бориславская городская общи́на (укр. Бориславська міська громада) — территориальная община в Дрогобычском районе Львовской области Украины.
Административный центр — город Борислав.
Население составляет 39 526 человек. Площадь — 161,8 км².

## Населённые пункты
В состав общины входит 1 город (Борислав) и 6 сёл:
- Попели
- Урож
- Винники
- Мокряны
- Подмонастырёк
- Ясеница-Сольная